# 용치

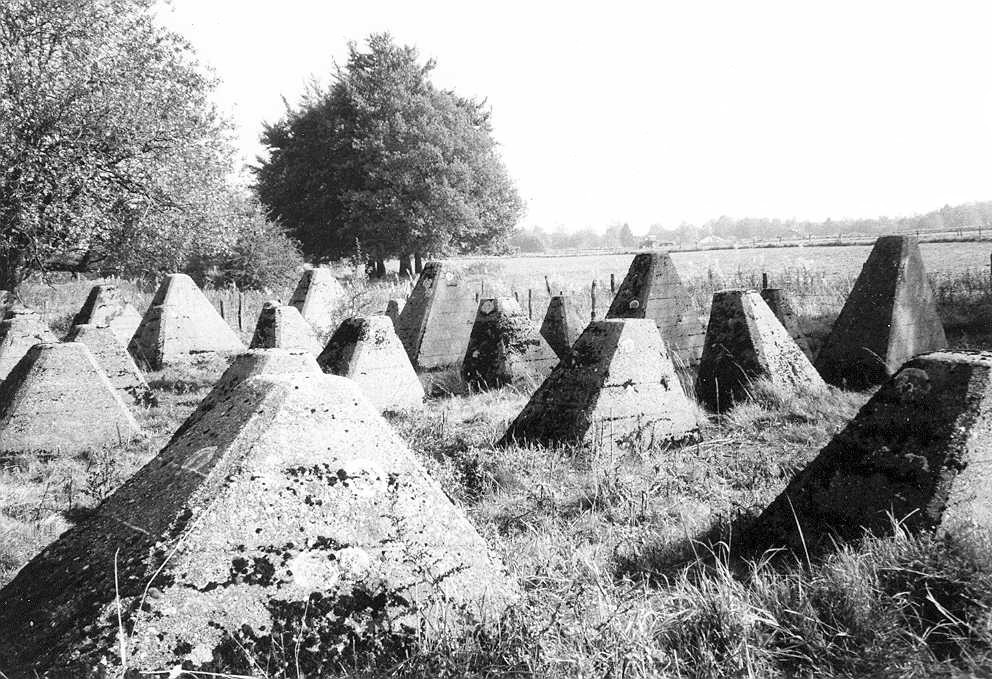
용치가 있는 독일, 아헨, 지크프리트 선의 일부.

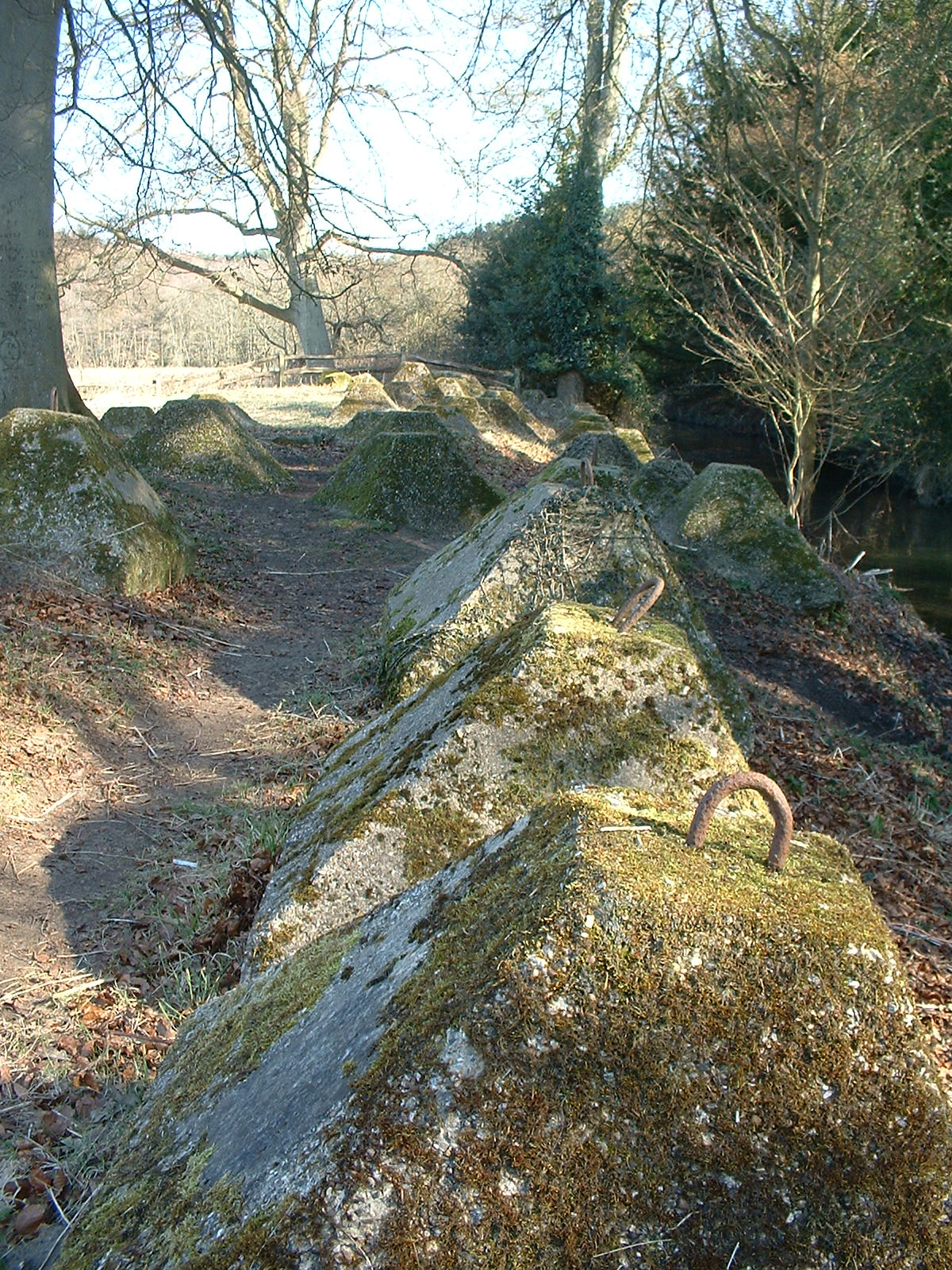
GHQ 선의 용치, 영국사진 작가에 의해서 촬영된 사진 2006년

용치(龍齒, Dragon's Teeth 독일어: Drachenzähne)는 제2차 세계 대전 중 처음으로 사용된 정사각형 또는 피라미드 모양의 방어시설로 기계화 군대의 진행 방해를 위해 지어졌다. 탱크의 속도를 늦추고 지연시켜서 대전차 무기로 쉽게 파괴할 수 있었다. 독일군은 광대한 범위에 사용했으며, 특히 지크프리트 선에 많이 있었다.
용치의 종류는 여러가지인데, 대표적으로 철제 용치나 콘크리트 용치가 있다. 

## 제2차 세계대전
용치는 제2차 세계대전 중 유럽지역에서 많은 군대가 사용하였다. 독일군은 주로 지크프리트 선과 대서양 방벽에서 광범위하게 사용하였다. 일반적으로 용치의 높이는 90 ~ 120cm (3 ~ 4ft)였다. 
전차가 통과할 수 없도록 일정한 간격으로 교차 배치되었다. 그 사이에는 보병을 저지하기 위해서 지뢰와 철조망을 놓았고, 특화점도 설치하였다. 또한 이러한 방어선을 2~3중으로 배치하여 방어를 견고히 했다. 
워낙에 그 수가 많고, 구조가 견고하여 지금도 지크프리트 선 등에서는 수천개의 용치를 볼 수 있다. 

## 2차 세계대전 이후
세계대전 이후에도 용치는 유용하게 사용되었다. 스위스는 전략적 지역에서 여전히 용치를 사용중인데, 용치의 생김새가 스위스의 초콜릿인 토블레로네와 비슷하게 생긴 탓에 용치가 설치된 구역을 토블론 라인(Toblerone line)이라고도 부른다. 
한반도 비무장 지대에도 일부 지역에는 설치되어 있다. 독일에도 전쟁 이후에 동독 쪽에서 사용하였다. 
현재에는 꼭 전쟁용이 아니더라도 시골에서 차량을 통제하기 위해서 설치한 나무못이나 기둥을 지칭하기도 한다. 볼라드가 여기에 속한다. 
일부 국가에서는 움직일수 있는 용치를 개발하여 필요한 위치에 두기도 한다. 

## 같이 보기
- 마름쇠